# Storie di sant'Obizio
Le storie di sant'Obizio sono un ciclo pittorico ad affresco dipinto dal Romanino tra il 1526 e il 1527 all'esterno e all'interno della cappella alla base del campanile della chiesa di San Salvatore a Brescia, all'interno del monastero di Santa Giulia.

## Storia
Il culto di Obizio da Niardo è legato alle contese che, nel XII secolo, videro opposte Brescia e Bergamo per il possesso dei territori attorno a Sarnico e per il conseguente controllo della linea di confine segnata dall'Oglio. Dopo aver partecipato alla battaglia di Rudiano si ritirò in emeritaggio e fu accolto come oblato presso il monastero di Santa Giulia. Morto all'interno del cenobio nel 1204 in fama di santità, viene sepolto nella cappella ricavata alla base del campanile della chiesa di San Salvatore dopo alcuni fatti miracolosi seguiti all'esposizione della sua salma, trovando immediatamente un vasto culto ancora prima dell'effettiva canonizzazione.
Non è noto l'aspetto originale della cappella, che viene completamente rimodernata nella prima metà del Cinquecento durante i lavori di generale sistemazione del monastero e dei suoi edifici religiosi. Le decorazioni pittoriche vengono commissionate al Romanino, che affresca tutte le superfici della cappella, esterne e interne, con un ciclo narrativo incentrato sulla storia della vita di sant'Obizio.
Lodato da Bernardino Faino nel Seicento, il ciclo viene assegnato per la prima volta al pittore durante l'Ottocento da Federico Odorici. Non sono noti, ad oggi, documenti che provino con certezza l'autografia del Romanino, ma l'attribuzione è comunque confermata all'unanimità da tutta la critica artistica ottocentesca e novecentesca.

## Descrizione

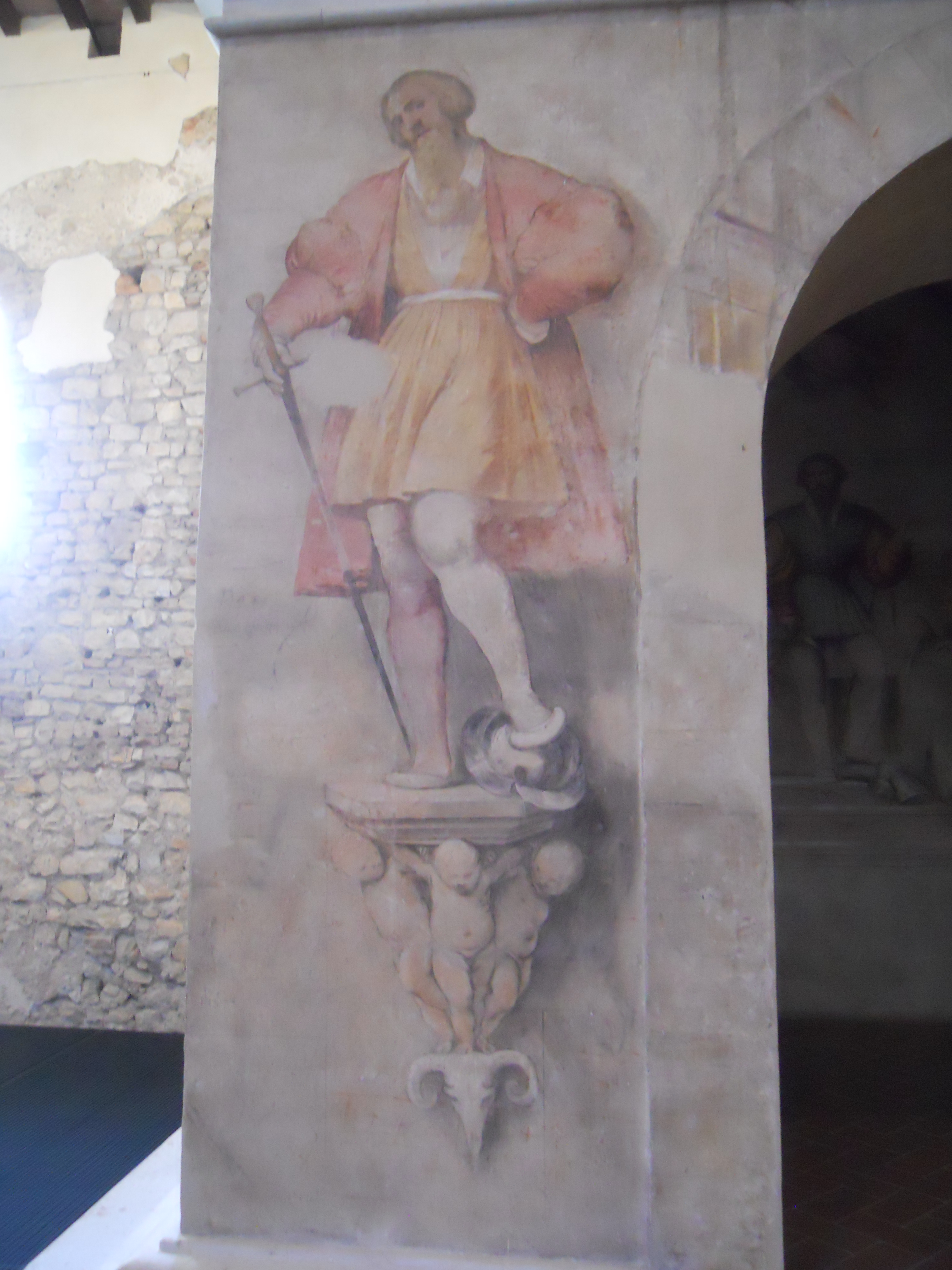
Sant'Obizio, a sinistra dell'ingresso.

La cappella è di pianta quadrata ed è ricavata alla base del campanile della chiesa, costruito attorno al Trecento. Non è certa l'esistenza di una cappella precedente, ma le murature presentano un rafforzamento murario chiaramente cinquecentesco, segnalando il totale rifacimento dell'ambiente in quel periodo. Verso la navata centrale della chiesa si apre il varco d'ingresso, ad arco a tutto sesto. Verso la navata destra è posta invece una piccola finestra anch'essa ad arco a tutto sesto, molto strombata verso l'interno. La cappella, di dimensioni contenute, è poi coperta da una leggera volta a crociera.
Il ciclo pittorico del Romanino riguarda tutte le superfici interne ed esterne della cappella, decorata con scene ampie, semplici e povere di dettagli, molto immediate. Sulla parete verso la navata centrale, a sinistra dell'accesso, è dipinta una finta statua con la figura di Sant'Obizio, sorretta da una finta mensola sostenuta da tre putti, i quali a loro volta si sostengono su un bucranio. Il santo tiene una spada in mano e appoggia un piede su un elmo. Lo stesso arco d'ingresso è decorato con una finta cornice marmorea e sul concio di chiave è dipinto un altro putto. Sopra il varco, una finta trabeazione separa dal resto il riquadro superiore, dove è dipinto Sant'Obizio che lascia il campo di battaglia, molto abraso da una vasta caduta di colore, forse perché steso a secco. In alto a sinistra si vedono i lacerti di una figura non identificabile, probabilmente la Madonna, Gesù oppure santa Margherita, figura alla quale il santo si sta rivolgendo.
Sulla parete verso la navata minore è presente un unico affresco, a destra della finestra della cappella, raffigurante la Flagellazione di Cristo, tema apparentemente slegato dal ciclo pittorico della cappella.
All'interno della cappella, sulla parete di fondo fronteggiante l'ingresso è dipinto Sant'Obizio fra un giovane e una monaca sovrastato da un Gesù fra le nubi. Sulla parete destra si trova invece Sant'Obizio che presenta la sua famiglia alla Vergine, anch'essa abrasa da una vasta caduta dei pigmenti, mentre sulla parete sinistra è dipinto Sant'Obizio che si presenta alle monache per essere accolto nel convento, divisa dall'apertura della finestrella e sormontata da una grande aquila a monocromo dipinta nello sguancio della finestra stessa. La volta è invece decorata con cornici e grottesche.

## Stile

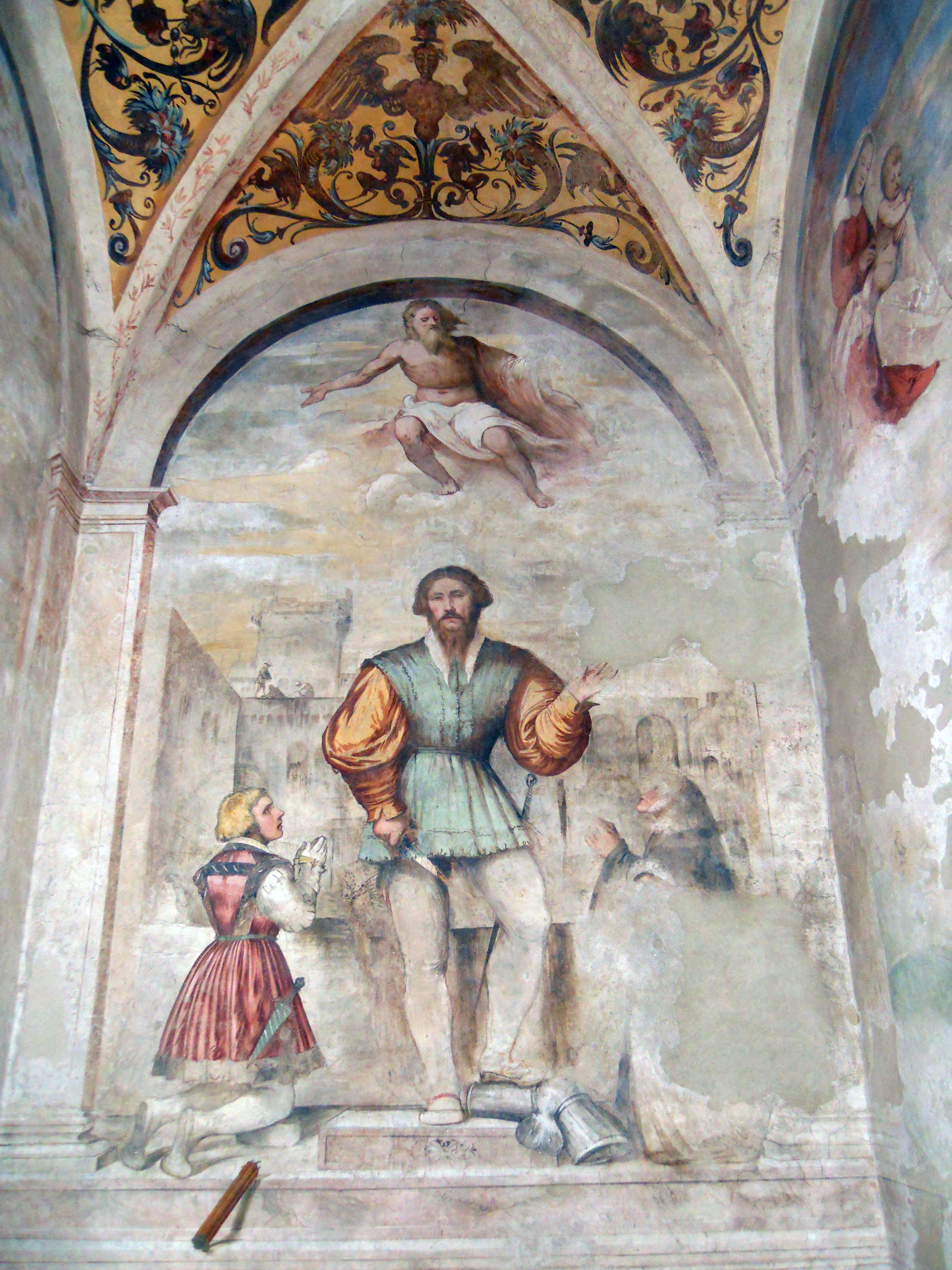
Sant'Obizio fra un giovane e una monaca, parete di fondo della cappella.

Il ciclo si pone stilisticamente vicino agli affreschi del Castello del Buonconsiglio di Trento, ma certo precedente dal punto di vista cronologico. Ciò si deduce, per esempio, dall'abilità mimetica dimostrata nel dipingere vaste aree a imitazione del marmo o di rilievi in stucco, che il Romanino applicherà estesamente a Trento. Tale volontà mimetica è portata alle estreme conseguenze nel Sant'Obizio a sinistra dell'ingresso, figura oltretutto al limite tra una finta statua e una reale rappresentazione del santo, poggiante sulla mensola dal forte effetto illusionistico. Risulta infatti difficile parlare propriamente di finta statua: il rigore prospettico e il realismo sono continuamente messi in discussione dalla posa benevola, quasi cortese del personaggio, dalla sua inclinazione cedevole e dal ricco abbigliamento da cavaliere, conseguenza di una mente artistica concentrata più sulla resa espressiva che sulla definizione prospettica. Sono comunque rare, all'inizio del Cinquecento, simili rappresentazioni di santi in interni, che conosceranno una maggiore diffusione solo successivamente, e soprattutto per gli esterni, in tutta l'area veneta.
Il Sant'Obizio che lascia il campo di battaglia dipinto sopra l'ingresso si impone decisamente come il brano più alto dell'intero ciclo, soprattutto per la dimensione monumentale della figura del cavaliere e anche del cavallo, il cui manto è variegato da vaste pezzature bianche e rossastre.
Di minore tono, forse perché alterate da ridipinture o eseguite da collaboratori, appaiono le grottesche affrescate sulla volta interna della cappella, mentre è chiara l'autografia del Romanino nelle due coppie di angeli nelle due lunette sottostanti, dipinte sopra la finestrella e sopra l'arco d'ingresso, probabilmente i due settori meglio conservati dell'intero ciclo.
Si impone alla vista, per posizione e monumentalità, il Sant'Obizio fra un giovane e una monaca affrescato sulla parete di fondo. La composizione della scena e la resa espressiva dei personaggi sono chiaramente debitrici alla lezione del Moretto e sono rilevabili in altre opere del Romanino "colto" della fine degli anni Venti, in particolare il Polittico di Sant'Alessandro, ma il Gesù fra le nubi sovrastante ritorna alla piena maniera del pittore ed è molto affine a quello affrescato nell'abside della chiesa di San Francesco d'Assisi, databile, assieme al ciclo pittorico adiacente, al 1525.
Un carattere medio è invece riscontrabile nel Sant'Obizio che presenta la sua famiglia alla Vergine sulla parete destra, forse anche a causa della poca leggibilità della scena dovuta a un'estesa caduta di pigmenti applicati a secco. Il Sant'Obizio che si presenta alle monache per essere accolto nel convento negli sguanci della finestrella, che chiude il ciclo, è completato, come detto, da una grande aquila a monocromo, tanto evidente da far pensare a un simbolo araldico. Questo particolare ha condotto la critica ad attribuire il ciclo a una commissione da parte della famiglia Martinengo, che proprio in un'aquila ha il suo stemma gentilizio, e di ricondurla in particolare a Adeodata Martinengo, eletta ripetutamente badessa del monastero e ancora in carica nel 1526-27. Tale datazione, proposta da Alessandro Nova nel 1994, è coerente dal punto di vista stilistico, ma è al contrario poco puntuale negli abbigliamenti e nelle acconciature che il Romanino dipinge sui suoi personaggi, più convenienti all'inizio degli anni Trenta.
Dato che queste caratteristiche si possono però rilevare negli affreschi di Trento, giustamente eseguiti tra il 1531 e il 1532 e sicuramente collocabili dopo il ciclo di San Salvatore, la datazione al 1526-27 si rivela comunque calzante.
Esterno al tema del ciclo, come già detto, si trova la Flagellazione di Cristo dipinta sul lato della cappella verso la navata minore. La scena, abrasa nella zona inferiore, costituisce un vero e proprio omaggio, per la posizione delle gambe, per la tensione drammatica e per la pienezza dei volumi, al San Sebastiano del Polittico Averoldi di Tiziano, giunto a Brescia nel 1522 per l'altare maggiore della collegiata dei Santi Nazaro e Celso.

## Altre immagini

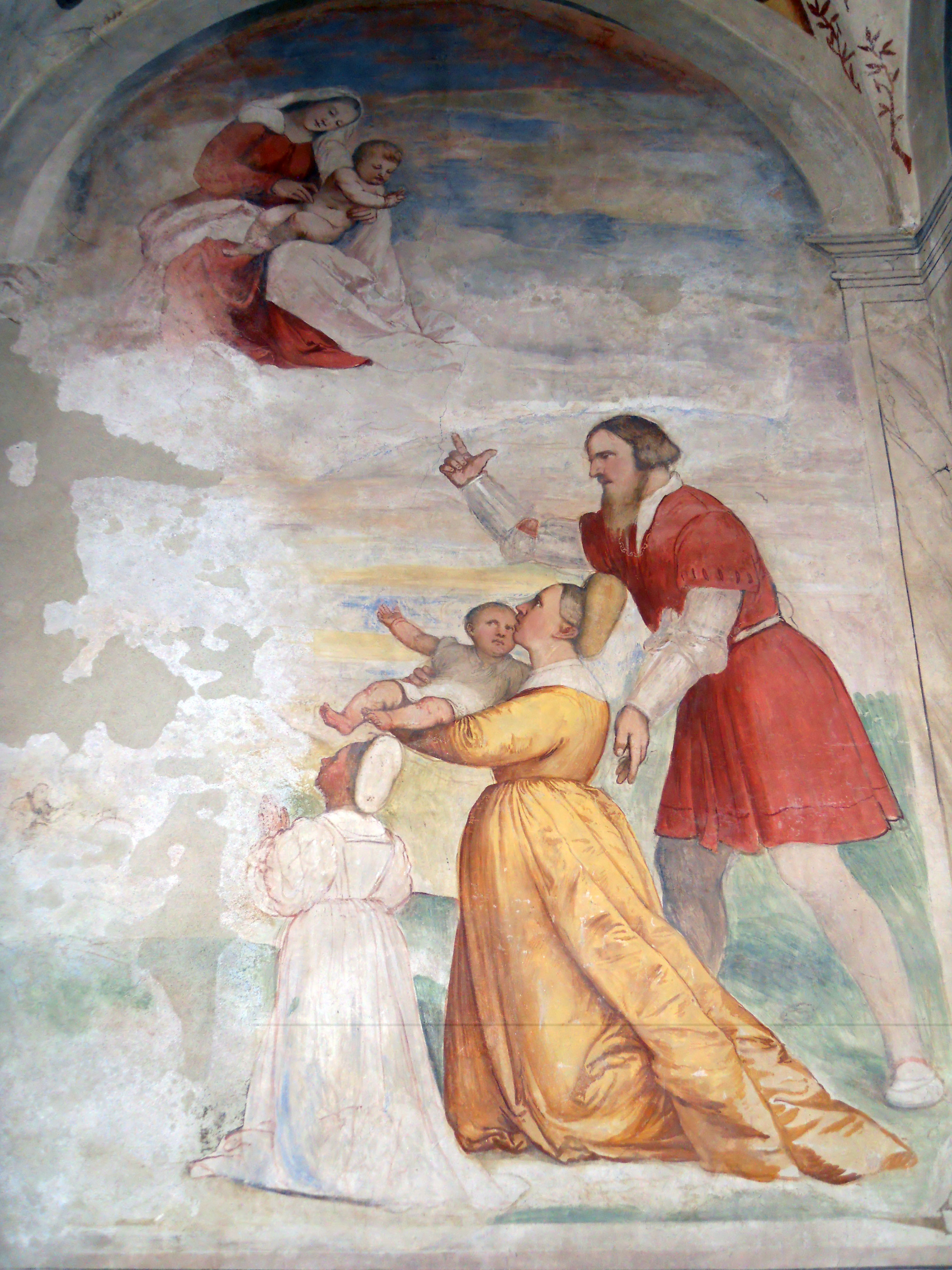
Sant'Obizio presenta la sua famiglia alla Vergine.
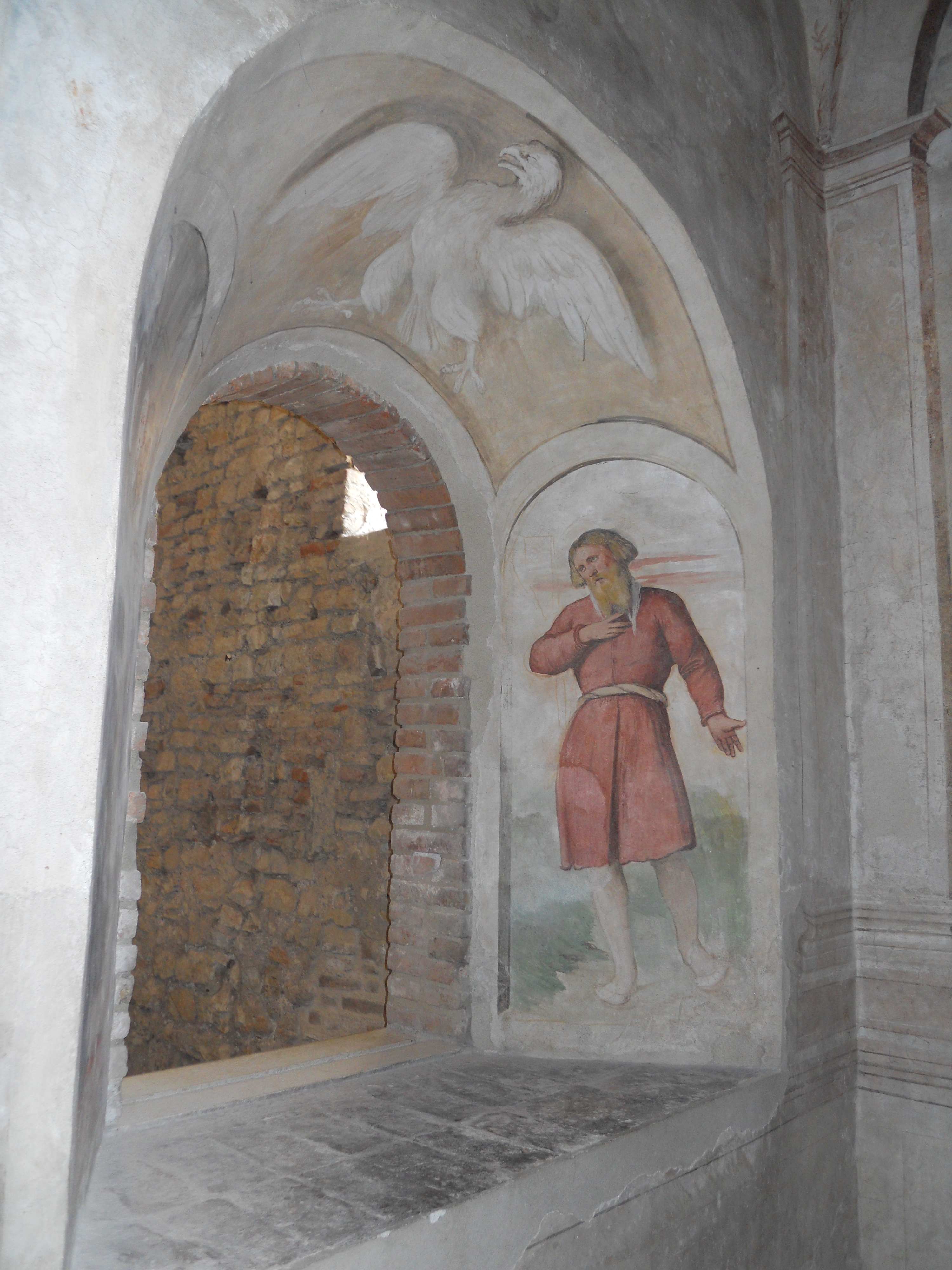
Sant'Obizio si presenta al monastero di Santa Giulia.
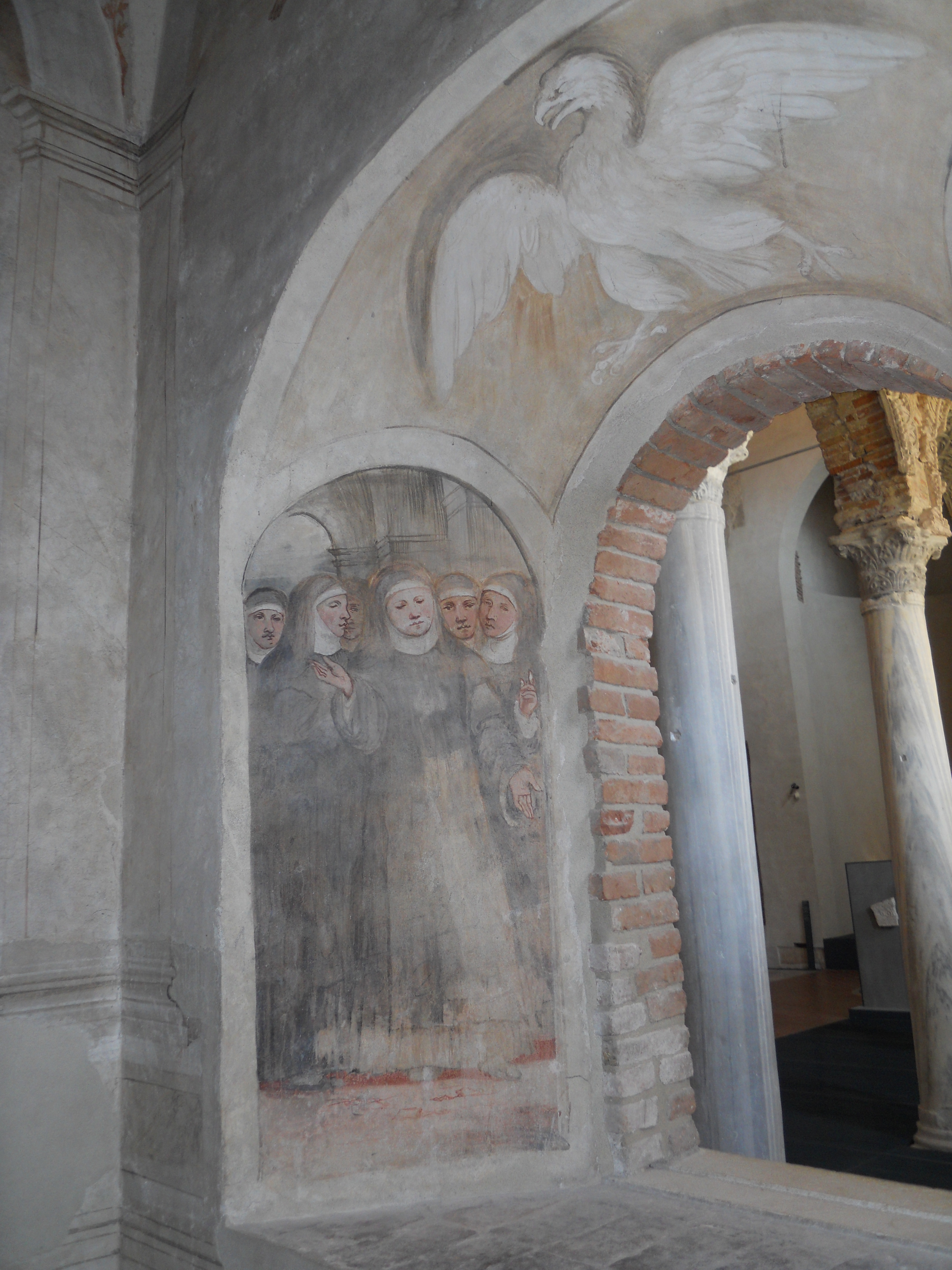
Le monache di Santa Giulia accolgono sant'Obizio. Si noti, come nella precedente immagine, la grande aquila a monocromo nel settore centrale.
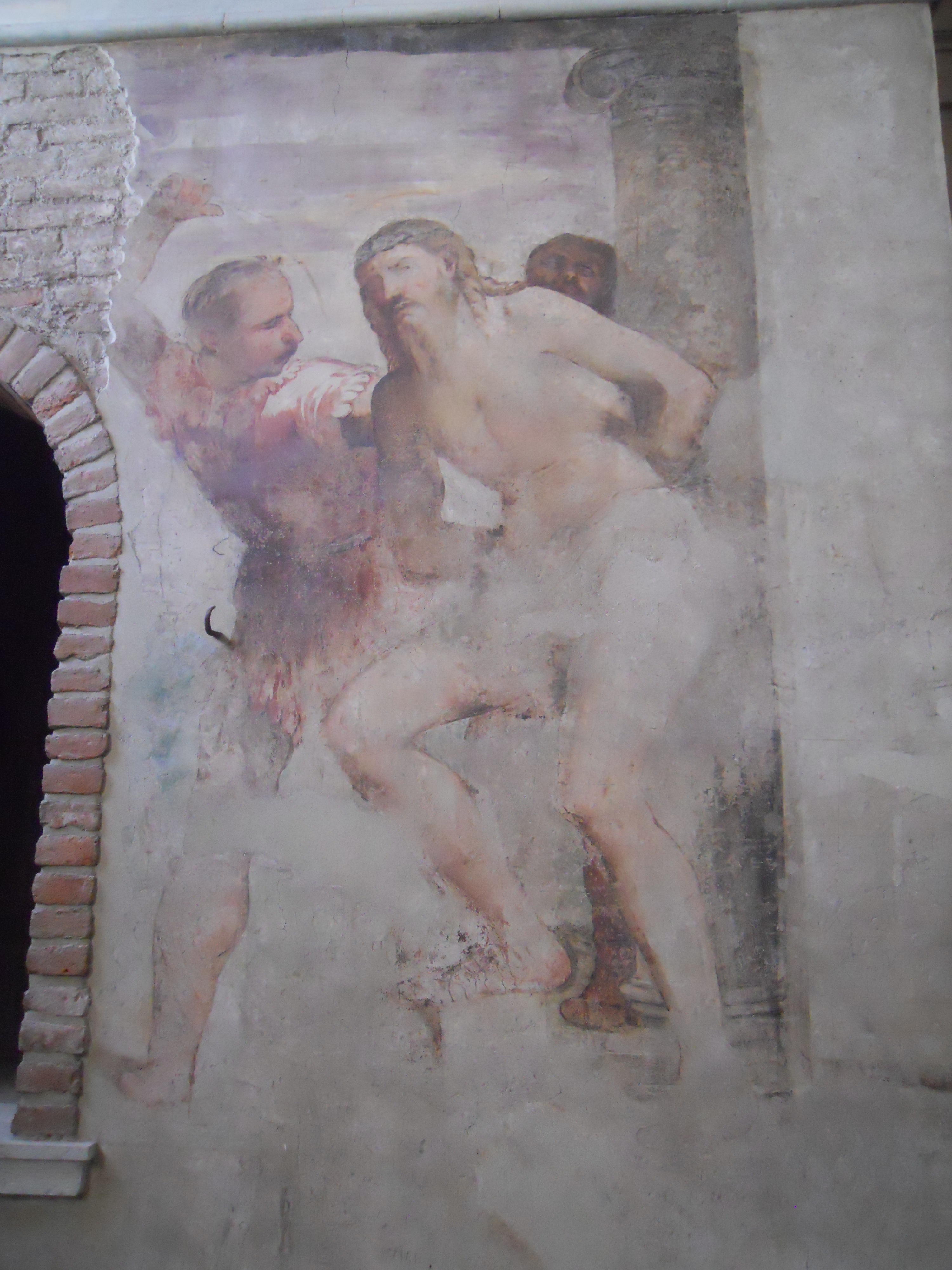
Flagellazione di Cristo dipinta sulla parete esterna, un puro omaggio al San Sebastiano del Polittico Averoldi di Tiziano.